# 高瀬地区
高瀬地区（たかせちく）は、山形県山形市の北東部にある地区名の一つ。
もとは東村山郡高瀬村として存在していたが、1954年（昭和29年）に山形市に編入された。

## 概要
山形市の北東部の山間に位置し、東は山寺地区と、さらに奥羽山脈を隔てて仙台市や川崎町、西は楯山地区、北は天童市、南はべにばなトンネルで東沢地区に接する。
地区内には大森山があり、河川は立谷川、村山高瀬川とその支流が流れる。
農業が中心産業であり、地区には産地直売所があるほか、無人販売も数多い。山あいには棚田が広がる。以前は紅花の生産が盛んであった。現在も規模は小さいながら生産されている。地区では7月に紅花まつりが行われる（紅花の生産に関しては、日本遺産の「山寺と紅花」のストーリーの一部をなす）。なお、ジブリ映画のおもひでぽろぽろの田舎でのシーンは高瀬地区が舞台である。
地区は近年生活環境が改善されており、集落排水事業（下水道）や村山東部広域農道が整備され、特に道路に関しては山形市中心部や山形自動車道へのアクセスが大幅に改善された。道路の開通以降、地区を経由する自動車の数は大きく増加した。
一方、昔からの遺産や文化も残されている。例えば切畑地区の田植踊り、平石水地区の鹿楽招旭踊（からおぎあさひおどり）や、石碑群、円仁が座って休んだといわれる休石がある。神社や寺院も多い。
地区を経由する道路は他に県道19号、県道276号がある。また仙山線が通過し高瀬駅が設置されている。
学区は山形市立高瀬小学校、山形市立高楯中学校である。

## 地区の区分
高瀬地区はさらに細かく10の地区に分けることがある。各地区ごとに集会所が存在する。
太字は「山形県山形市」に続く住所を表す。

### 高沢
高沢地区
高瀬の南東端に位置する。コミュニティバス終点。山の中であり、ふもとから山道をのぼらないとアクセスできない。一方自然が豊かであり、開山杉という巨木がある。
山道は山脈側に続いていて、清水峠を越えて二口方面まで道が続いているが、行く人はあまりいない。

### 上東山
平石水地区
高沢地区より低いところにある。見瀧寺のシダレ桜は見頃になるとライトアップされる。お出会橋という橋のところで、高瀬川は高沢からの流れと、べにばなトンネル側からの流れが合流する。自然地形としては熊戸岩がある。
蔦の木地区
上蔦の木、下蔦の木に分かれる。高瀬川の河原に降りたって遊ぶことができる。春には高瀬川の上に鯉のぼりを泳がせるイベントがあり、桜の時期と重なることもあって大勢の人で賑わう。夏は山の緑と棚田の風景が美しい。地区の直売所にはとれたての野菜や漬物などの加工品が並ぶ。

### 下東山
休石地区
高瀬紅花コミュニティセンター（高瀬地区全体の公民館）、小学校、郵便局などが集まる（高瀬村時代は村役場があった）。地区の八幡神社には大ケヤキがある。
宝田地区
高瀬駅、風立寺がある。東側には大森トンネルがあり山寺地区と結ばれている。
二本堂地区
下東山の中では北西に位置する。春の季節は川沿いの桜が一斉に咲き、その横を仙山線が通過していく。

### 切畑
切畑地区
高瀬川西岸に位置している。木工品、焼物の工房がある。

### 大森
大森地区
立谷川工業団地があり、県道19号が通る。住宅が多い。大森山からは経塚や古銭が出土した。
清水地区
大森住宅の数階建ての建物が立つ。住宅地。

### 中里
中里地区
高楯中学校、JA山形高楯支店、寿虎屋酒造がある。高瀬川の近くの道路沿いには桜並木があり、春には歩道から桜を楽しむことができる。

## 主な施設等
- 山形市立高瀬小学校
- 山形市立高楯中学校（読みは「たかだて」）
- 高瀬駅 [注釈 3]
- 高瀬紅花ふれあいセンター（紅花まつり本会場）
- 山形県リハビリセンター
- 地域包括支援センター大森（サンシャイン大森内に設置）
- JA山形高楯支店[注釈 4]
- 八幡神社-大ケヤキで知られる
- 高沢の開山杉
- 見瀧寺のシダレ桜
- 立谷川工業団地
- 市営大森住宅
- 高瀬変電所
- 産地直売所たかせ
- ファミリーマート山形大森店（唯一のコンビニ）